# HSPB2
HSPB2‏ (Heat shock protein family B (small) member 2) هوَ بروتين يُشَفر بواسطة جين HSPB2 في الإنسان.